# Decimus Valerius Asiaticus Saturninus
Marcus Lollius Paullinus Decimus Valerius Asiaticus Saturninus war ein römischer Politiker und Senator.
Saturninus stammte aus Vienna in der Gallia Narbonensis. Sein Vater war Decimus Valerius Asiaticus, der die Tochter des Vitellius, Vitellia, geheiratet hatte und für das Jahr 69 zum Suffektkonsul designiert worden war, jedoch noch vor Antritt des Amtes gestorben war. Sein Großvater war der Suffektkonsul des Jahres 35, Decimus Valerius Asiaticus.
Er begann seine Karriere als Tresvir monetalis, wurde Salius Collinus und Quästor des Kaisers, gefolgt vom Amt des Prätors (ca. 90/93). Im Jahr 94 wurde Saturninus Suffektkonsul und um 108/9 Prokonsul der Provinz Asia. Im Jahr 125 wurde Saturninus ordentlicher Konsul und möglicherweise noch im selben Jahr Stadtpräfekt. Saturninus war freundschaftlich mit Trajan und Hadrian verbunden. Er übte auch das Pontifikat aus.